# Christoph Andreas Jacobi
Christoph Andreas Jacobi (* 3. Juni 1964 in Köln) ist ein deutscher Chirurg, Hochschullehrer und Autor.

## Leben
Jacobi besuchte von 1970 bis 1974 die Grundschule in Köln-Rodenkirchen. Danach wechselte er auf das örtliche Gymnasium. 1983 machte er sein Abitur in Köln. Im Juni 1983 absolvierte er ein Krankenpflegepraktikum im Krankenhaus Porz am Rhein. Danach leistete er in Hannover seinen Wehrdienst als Sanitäter. Für besondere Verdienste im Sanitätsbereich erhielt er die Ehrenmedaille der Bundeswehr. Von Oktober 1984 bis Juni 1991 studierte Jacobi Humanmedizin an der Universität zu Köln und von 1991 bis 1993 arbeitete er als Arzt im Praktikum an der Chirurgischen Universitätsklinik zu Köln. Danach war er ein Jahr lang wissenschaftlicher Mitarbeiter an der Klinik.
Seine Dissertation Präklinische Reanimation im Kölner Rettungswesen veröffentlichte er im September 1991.
Christoph Andreas Jacobi war von 1994 bis 2002 an der Chirurgischen Universitätsklinik Charité in Berlin tätig und arbeitete dort u. a. als leitender Oberarzt und stellvertretender Klinikdirektor. 1997 erhielt er die Anerkennung als Facharzt für Chirurgie und im gleichen Jahr die Lehrbefugnis für das Fach Chirurgie. Er wurde in diesem Jahr auch Forschungsbeauftragter der Klinik. 2003 wurde Jacobi außerplanmäßiger Professor für Chirurgie. Zwei Jahre später kam die  Zusatzbezeichnung Minimal Invasive Chirurgie (MIC) dazu. 2007 wurde er Chefarzt des Zentrums für MIC, Visceral-, Allgemein-,  Adipositaschirurgie und Traumatologie.
Seit 2000 ist Jacobi Leiter der Arbeitsgemeinschaft experimentelle Chirurgie der Deutschen Arbeitsgemeinschaft für Minimalinvasive Chirurgie (CAMIC). Außerdem ist er seit 2004 Gutachter des Curriculums „Minimal invasive Chirurgie“ zur Erlangung der Bezeichnung „Minimal invasiver Chirurg“, zertifiziert durch die Deutsche Gesellschaft für Viszeralchirurgie (DGVC) und seit dem gleichen Jahr Mitglied des Vorstandes der Chirurgischen Arbeitsgemeinschaft Minimal Invasive Chirurgie (CAMIC).
Christoph Andreas Jacobi ist seit 1997 Fakultätsmitglied der European Association of Endoscopic Surgery (EAES) und seit 2004 Mitglied des Scientific and Education Boards.
Jacobi wechselte im Juli 2007 als Chefarzt an das Dreifaltigkeits-Krankenhaus in Wesseling und ist seit dem 1. Juli 2015 dort ärztlicher Direktor.
Jacobi erhielt viele internationale Auszeichnungen. Er ist verheiratet mit Katrien geb. de Cuyper und hat drei Töchter.

## Veröffentlichungen
- Dissertation: Präklinische Reanimation im Kölner Rettungsdienst, Köln, Universitätsverlag, 1991
- Habilitation: Der Einfluß laparoskopischer Operationen auf das intra- und extraperitoneale Tumorwachstum und auf die bakterielle Translokation : eine tierexperimentelle Studie im Kleinnager-Modell, Berlin, Freie Universität, 1997
- Taurolidin in der Tumortherapie – Vorstellung eines neuen Therapiekonzeptes, Uni-Med Verlag Bremen 2003, ISBN 978-3895996771